# آیفر
آیفر یک نام ترکی برای زنان است. افرادی به نام آیفر شامل موارد زیر هستند: ماه نو عظمت نام فارسی ترکی ماه درخشنده
- آیفر توپلولو (متولد ۱۹۷۷)، فوتبالیست و سرمربی ترک
- آیفر تونچ (متولد ۱۹۶۴)، نویسنده ترک
- ایفر یلماز (متولد ۱۹۵۶)، کارمند دولت ترکیه، سیاستمدار و وزیر پیشین دولت. نام فاسی دخترانه

نامی دخترانه فارسی ترکی به معنای ماه. ماه عظمت ماه شکوه